# Windows XP Professional x64 Edition
Microsoft Windows XP Professional x64 Edition fue lanzada el 25 de abril de 2005 por Microsoft, es una variación del Sistema operativo de 32 bits Windows XP para ordenadores personales basados en la arquitectura x64.
Está basado en Windows Server 2003, la última versión de Microsoft Windows cuando se desarrolló, aunque recibe su nombre del más antiguo Windows XP. Está diseñado para usar los 64 bits de direccionamiento de memoria soportados por las arquitecturas AMD64 del fabricante de microprocesadores AMD, Intel 64 de Intel y otros procesadores de 64 bits futuros. Esto incrementa el máximo de memoria RAM soportada por el sistema, pasando del límite de 4 GBs impuesto por los 32 bits, al límite teórico de 16 EBs ({\displaystyle 2^{64}} bytes) de memoria física. Sin embargo, se encuentra limitado a 128 GBs de memoria física y 16 TBs ({\displaystyle 2^{44}} bytes) de memoria virtual. Microsoft ha declarado que este límite será incrementado conforme evolucionen las capacidades de hardware. En la práctica, las placas base compatibles con procesadores x64 no se acercan siquiera a este límite, ya que las más avanzadas actualmente soportan hasta 128 GBs de memoria. Actualmente, este sistema operativo está a la venta en versión OEM (para ensambladores de equipos). Además, recientemente se ha lanzado una versión de prueba, disponible en la página Web Oficial de Microsoft (en inglés), funcional durante un periodo de 15 días, con la posibilidad de posteriormente comprarlo.
Microsoft había lanzado anteriormente una versión llamada Windows XP 64-Bit Edition Version 2003 para los procesadores Itanium de Intel, pero fue desechada en favor de la actual versión para AMD64/EM64T.

## Compatibilidad con aplicaciones de 32 bit
Windows XP x64 Edition usa una tecnología llamada WOW64, que permite la ejecución de aplicaciones de 32-bit para x86.
Puesto que la arquitectura AMD64, de AMD, o EM64T en Intel, incluye soporte para instrucciones de 32 bits a nivel de hardware, WOW64 simplemente cambia el proceso entre los modos de 32 y 64 bits. En cambio, en la arquitectura IA64/Itanium, de Intel, WOW64 tiene que traducir las instrucciones en 32 bits en su equivalente a 64 bits, para que el procesador pueda ejecutarla, ya que éste no tiene soporte de 32 bits a nivel hardware. Como resultado, los procesadores AMD64 sufren menos pérdida de rendimiento cuando ejecutan aplicaciones basadas en 32 bits que las arquitecturas basadas en la implementación IA64.
Aunque las aplicaciones de 32 bits pueden ser ejecutadas de manera transparente, la mezcla de los dos tipos de código en un mismo proceso no está permitida.  Una aplicación de 64 bits no puede ser enlazada contra una biblioteca de enlace dinámico de 32 bits, y ocurre lo mismo con una aplicación de 32 bits y una biblioteca de enlace dinámico de 64 bits. Por esto es necesario que los desarrolladores de bibliotecas de enlace dinámico ofrezcan las mismas en versiones de 32 y 64 bits. Windows XP 64-bit Edition incluye versiones en 32 y 64 bits de Internet Explorer, para ofrecer la posibilidad de usar plugins de terceras personas o controles ActiveX que no se encuentren en versiones de 64 bits. Los drivers de 32-bit no son soportados por Windows XP 64-bit Edition; el sistema operativo tan solo acepta drivers de 64 Bits; esto hace que mucho hardware sea incompatible con esta versión, y puede afectar a tarjetas de vídeo, tarjetas de sonido y módems, entre otros muchos, que no tengan drivers de 64 Bits.
La mayoría de la tarjetas de vídeo NVIDIA (excepto las más antiguas) son compatibles con Windows Xp x64. 
Las últimas tarjetas de Audio Creative son compatibles con el sistema x64. 
La mayoría de módems para acceso telefónico no tienen drivers.
Otros dispositivos de ampliación de funcionalidad de la board conectados mediante el puerto PCI, como tarjetas analógicas de TV entre otros, no han tenido compatibilidad durante bastante tiempo, aunque ya existen drivers para muchos modelos de los actualmente en el mercado.

## Utilización
Este sistema operativo es principalmente utilizado en computadoras de alta capacidad, que necesitan ejecutar cálculos complejos y requieren una gran utilización de memoria, tales como diseño en 3D y CAD, dando en algunos casos un aumento sustancial en la velocidad del Render, contando con el software y el hardware apropiado, con respecto a los sistemas operativos de 32 Bits. 
Este sistema operativo aunque no es recomendado para el usuario común a menos que utilice Windows Vista X64 que tiene un mayor soporte de Hardware: éste no notará mejoras sustanciales en su rendimiento, aun utilizando programas de 64 Bits; Anteriormente se pensaba que tan solo a los expertos con computadoras ágiles les era recomendado el cambio, Sin embargo, con lo rápido que han evolucionado los microprocesadores AMD e Intel, la anterior barrera se ha ido eliminando y es posible para cualquier usuario de nivel básico el utilizar Windows XP x64; la condición desde luego, es que posean un procesador que soporte/maneje los nuevos registros de 64 bits.

## Interfaz
Es prácticamente igual a la versión de Windows XP de 32 bits, no existe cambio alguno, la única manera que tenemos de diferenciar el sistema operativo es con su fondo de pantalla. Windows XP x32 viene de forma predeterminada con el tema bliss, XP x64 viene con un fondo de pantalla que tiene una marca de agua indicando que es el sistema de 64 bits

## Ventajas
El principal beneficio de migrar a los 64 bits es el incremento en la cantidad máxima de memoria RAM del sistema. Por ejemplo, un solo proceso en un sistema Windows de 32 bits está limitado a un total de 3.2 GB, el cual es típicamente dividido entre el kernel y la aplicación en uso. Windows XP x64 puede manejar mucho más memoria (en este caso 128 Gb de memoria física y 16 terabytes de memoria virtual).
Los procesadores de 64 bits calculan tareas particulares (como factoriales y figuras largas) dos veces más rápido que en ambientes de 32 bits. Esto da un sentimiento general de grandes posibilidades teóricas que se podrían conseguir en aplicaciones optimizadas para 64 bits.
Windows XP Professional x64 Edition y Windows XP 64-bit Edition Version 2003 son las únicas versiones en incluir Servicios de Información de Internet 6.0 (Internet Information Services 6.0), que concuerdan con la versión incluida en Windows Server 2003; las otras versiones de XP usan la anterior 5.1.
Las versiones de Windows XP x64 son también inmunes a varios tipos de virus de 32 bits, como los rootkits, ya que casi todos sus archivos de sistema son de 64 bits, Sin embargo, Spywares y Malwares pueden afectarlo.
Los registros extras de la arquitectura x86-64 pueden producir un aumento de rendimiento con ciertos tipos de aplicaciones.

## Soporte técnico
Hace varios años, Microsoft puso fin al soporte técnico de Windows XP Professional x64 Edition, una versión destinada a aprovechar la arquitectura de 64 bits en sistemas basados en procesadores AMD64 e Intel 64. A pesar de ofrecer ventajas como mayor capacidad de memoria y mejor rendimiento en aplicaciones específicas, su adopción fue limitada, representando solo una pequeña fracción del mercado. Con el cese de actualizaciones de seguridad y asistencia técnica, los usuarios quedaron expuestos a vulnerabilidades y riesgos de seguridad. Microsoft instó a la migración a versiones más modernas, como Windows 7 o Windows 10, para garantizar una experiencia informática segura y actualizada.

## Futuro de Windows XP x64
El problema del 38 afecta a sistemas operativos de 32 bits, este error relacionado con el conteo provocara probablemente un problema que haga que casi todos los equipos XP dejen de funcionar. Sin embargo, Windows XP x64 está a salvo de este problema gracias a su arquitectura de 64 bits, que permite un rango mucho más amplio en el manejo de variables de tiempo y memoria. A diferencia de la versión x86, la edición x64 utiliza registros más grandes y estructuras de datos más robustas, evitando así el colapso asociado al Error 38. Esto convierte a XP x64 en una especie de "último refugio" funcional dentro del ecosistema XP. Dado que Microsoft ya no da soporte oficial a ninguna edición de XP, y que la versión x86 está técnicamente condenada por este fallo, XP x64 será probablemente la última versión de XP que quedará operativa. Aunque su compatibilidad con drivers y software es limitada, sigue siendo útil en entornos específicos. Por eso, quienes aún dependen de XP deberían considerar migrar a la versión x64. Es la única que puede resistir el paso del tiempo—al menos por ahora.